# Morville (Shropshire)
 (octobre 2023).
Pour les articles homonymes, voir Morville.
Morville est une paroisse civile et un village du Shropshire, en Angleterre.